# Cesar Čuaj
Cesar Čuaj (仲哀天皇 "Čuaj-tenno"), znan tudi kot Tarašinakacuhiko no Sumeramikoto je 14. japonski cesar v skladu s tradicionalnim nasledstvom. Za leta njegovega vladanja štejemo 192-200. Bil je prvi cesar, ki ni bil otrok prejšnjega cesarja (Sejmuja), ampak njegov nečak.

## Legenda
Čuaj je po mnenju zgodovinarjev "legendarni cesar", ki bi lahko bil resničen, a podatkov o njegovem življenju ni dovolj. Vladavina cesarja Kinmeja je prva, za katere sodobno zgodovinopisje lahko določi preverljivih datume. Konvencionalno sprejeti datumi in imena so nastali kot tradicionalni v času 50. vladarja dinastije Jamato, cesarja Kanmuja
Ni dokazov, ki bi kazali, da je bil naslov tennō uporabljan v času, ko je vladali Čuaj. Vsekakor je mogoče, da je bil zgolj lokalni poglavar in da so mu ime dodali kasneje.
Po Kodžikiju in Nihon Šokiju je bil oče cesarja Odžina, za katerega po arheoloških dokazih sklepajo, da je obstajal, a so podrobnosti o njegovem življenju manj preverljive. Cesar naj bi vladal iz dveh prestolnicah v današnjem Šimonosekiju in mestu Fukuoki, v bližini regije Cukuši. Zanimivo je, da je edini cesar s prestolnico na tem območju, razen še v enem bežnem obdobju na stotine let kasneje, potem pa nikoli več. Čuajeva mater je bila Futadži no Iri Hime no Mikoto, hčerka cesarja Kajka in teta Čuajevega očeta. Poročen je bil s cesarico Džingu. Čuajev oče je bil Jamato Takeru, sin Jamato cesarja Kajka, a je resnišnost njegove zgodbe težko potrditi.
Po teh istih legende naj bi njegovo ženo nenadoma obsedli neznani bogovi in mu obljubili bogate dežele preko morja. Čuaj je nato pogledal na morje, a ni videl ničesar in se odrekel verjetju v zgodbe bogov. To je bogove ujezilo in prekleli so ga, da bo umrl in nikoli prejel obljubljene dežele. Legenda pravi, da je kmalu umrl, njegova žena pa si je v treh letih prisvojila deželo za morjem, ki naj bi bila del današnje Koreje, potem pa prišla nazaj rodit njegovega sina. V tem času so bili najbližji deli Koreje konfederaciji Byeonhan in Gaya, pa tudi otok Cušima.
Po neki različici zgodbe naj bi minila tri leta od sinovega spočetja do rojstva, kar podpira teorije, da so cesarjevo življenje in dogodki v njem bolj miti kot resničnost; vsebuje pa tudi druge pomanjkljivosti. Kljub temu ni smiselno trditi, da ni v zgodbi nobene resnice, saj bi lahko bil kdo drug oče kronskega princa, kak neznan japonski domišljavec pa bi si lahko prisvojil otok Cušima in od tam sprožil piratske odprave za plenjenje brona od državic Byeonhan in Gaya, ki bi trajale 3 leta.
Mesto Čuajevega groba ni znano. Tradicionalno ga častijo v spominskem misasagiju v Nari, kjer ima cesarsko posvečen mavzolej z imenom Ega no Naganu no niši no misasagi.

## Družice in otroci
Cesarica: Okinagatarašihime (気長足姫) Cesarica Džingu, hčerka Okinaga no sukune no Miko (息長宿禰王)
- Princ Homutavake (誉田別命) Cesar Odžin

Onakacuhime (大中姫命), hčerka Hikohitooe no Mikoto (彦人大兄)
- Princ Kagosaka (麛坂皇子)
- Princ Ošikuma (忍熊皇子)

Otohime (弟媛), hčerka Osakanuši(大酒主)
- Princ Homujavake (誉屋別皇子)